# Ars subtilior

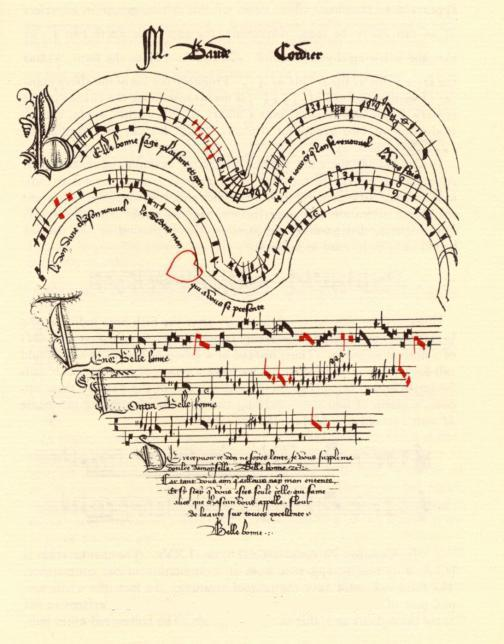
Milostná píseň Belle, bonne, sage (Baude Cordier) je zapsána v osnově tvaru srdce; červené noty vyznačují změny rytmu

Jako ars subtilior se označuje rafinovaný styl západní hudby v období zhruba mezi roky 1377 (smrt Machautova) a 1420 (vystoupení Guillauma Dufaye). Pojem ars subtilior zavedla roku 1963 německá muzikoložka Ursula Güntherová; dříve se tento styl označoval jako manýrismus. Jde o poslední fázi gotické hudby, předchází jí styl ars nova a navazuje již raná renesance.
Centry hudebního stylu ars subtilior byly pařížský královský dvůr, Aragon, Kastílie, papežský dvůr v Avignonu a kyperský dvůr krále Januse, někteří skladatelé působili také v Itálii.
K tvůrcům hudby v tomto stylu patřili například Jacob Senleches, Solage, Jehan Vaillan, Baude Cordier, Trebor a v první fázi své tvorby také Johannes Ciconia.
V tomto hudebním směru zůstaly zachovány původní notové hodnoty předešlé epochy. Objevuje se zde izorytmie a vícesborovost.